# Флаги Татарстана
Список флагов муниципальных образований Республики Татарстан Российской Федерации.
На 1 января 2020 года в Татарстане насчитывалось 956 муниципальных образований — 2 городских округа, 43 муниципальных района, 39 городских поселений и 872 сельских поселений.

## Флаги городских округов
| Флаг | Наименование                                           | Дата утверждения | Номер в ГГР |
| ---- | ------------------------------------------------------ | ---------------- | ----------- |
|      | Флаг муниципального образования город Казань           | 24 декабря 2004  | 1701        |
|      | Флаг муниципального образования город Набережные Челны | 17 марта 2005    | 1820        |

## Флаги муниципальных районов
| Флаг | Наименование                                  | Дата утверждения | Номер в ГГР |
| ---- | --------------------------------------------- | ---------------- | ----------- |
|      | Флаг Агрызского муниципального района         | 1 августа 2006   | 2625        |
|      | Флаг Азнакаевского муниципального района      | 19 мая 2006      | 2381        |
|      | Флаг Аксубаевского муниципального района      | 20 декабря 2005  | 2172        |
|      | Флаг Актанышского муниципального района       | 10 декабря 2005  | 2162        |
|      | Флаг Алексеевского муниципального района      | 10 мая 2006      | 2314        |
|      | Флаг Алькеевского муниципального района       | 1 июня 2006      | 2640        |
|      | Флаг Альметьевского муниципального района     | 26 декабря 2006  | 3451        |
|      | Флаг Апастовского муниципального района       | 30 сентября 2006 | 2737        |
|      | Флаг Арского муниципального района            | 17 марта 2006    | 2259        |
|      | Флаг Атнинского муниципального района         | 3 марта 2006     | 2273        |
|      | Флаг Бавлинского муниципального района        | 2 марта 2007     | 3150        |
|      | Флаг Балтасинского муниципального района      | 21 декабря 2006  | 2884        |
|      | Флаг Бугульминского муниципального района     | 21 февраля 2007  | 3187        |
|      | Флаг Буинского муниципального района          | 27 июня 2006     | 2619        |
|      | Флаг Верхнеуслонского муниципального района   | 14 марта 2006    | 2302        |
|      | Флаг Высокогорского муниципального района     | 6 декабря 2006   | 2882        |
|      | Флаг Дрожжановского муниципального района     | 9 марта 2006     | 2290        |
|      | Флаг Елабужского муниципального района        | 29 марта 2007    | 3188        |
|      | Флаг Заинского муниципального района          | 26 декабря 2006  | 2878        |
|      | Флаг Зеленодольского муниципального района    | 15 декабря 2006  | 2880        |
|      | Флаг Кайбицкого муниципального района         | 19 декабря 2005  | 2157        |
|      | Флаг Камско-Устьинского муниципального района | 21 июня 2006     | 2613        |

| Флаг | Наименование                                 | Дата утверждения | Номер в ГГР |
| ---- | -------------------------------------------- | ---------------- | ----------- |
|      | Флаг Кукморского муниципального района       | 26 января 2007   | 2885        |
|      | Флаг Лаишевского муниципального района       | 8 декабря 2005   | 2131        |
|      | Флаг Лениногорского муниципального района    | 4 июля 2005      | 1947        |
|      | Флаг Мамадышского муниципального района      | 2 ноября 2006    | 2735        |
|      | Флаг Менделеевского муниципального района    | 5 марта 2007     | 3189        |
|      | Флаг Мензелинского муниципального района     | 22 декабря 2006  | 3185        |
|      | Флаг Муслюмовского муниципального района     | 22 ноября 2006   | 2874        |
|      | Флаг Нижнекамского муниципального района     | 9 июня 2006      | 2400        |
|      | Флаг Новошешминского муниципального района   | 18 февраля 2006  | 2269        |
|      | Флаг Нурлатского муниципального района       | 15 июля 2006     | 2154        |
|      | Флаг Пестречинского муниципального района    | 23 мая 2007      | 3191        |
|      | Флаг Рыбно-Слободского муниципального района | 13 октября 2006  | 2633        |
|      | Флаг Сабинского муниципального района        | 14 ноября 2005   | 2042        |
|      | Флаг Сармановского муниципального района     | 21 июля 2006     | 2294        |
|      | Флаг Спасского муниципального района         | 20 августа 2005  | 2002        |
|      | Флаг Тетюшского муниципального района        | 6 декабря 2005   | 2129        |
|      | Флаг Тукаевского муниципального района       | 11 ноября 2005   | 2040        |
|      | Флаг Тюлячинского муниципального района      | 23 декабря 2006  | 2876        |
|      | Флаг Черемшанского муниципального района     | 22 марта 2005    | 1809        |
|      | Флаг Чистопольского муниципального района    | 24 января 2007   | 2887        |
|      | Флаг Ютазинского муниципального района       | 18 июля 2005     | 1956        |

## Флаги поселений
| Флаг | Наименование                                                                                                  | Дата утверждения | Номер в ГГР |
| ---- | --- | ---------------- | ----------- |
|      | Флаг муниципального образования «посёлок городского типа Васильево» Зеленодольского муниципального района     | 31 июля 2013     |             |
|      | Флаг муниципального образования «посёлок городского типа Камские Поляны» Нижнекамского муниципального района  | 1 марта 2007     | 3153        |
|      | Флаг муниципального образования «Посёлок городского типа Карабаш» Бугульминского муниципального района        | 15 ноября 2012   | 8031        |
|      | Флаг муниципального образования «посёлок городского типа Нижняя Мактама» Альметьевского муниципального района | 27 июля 2016     | 11124       |

| Флаг | Наименование                                                                    | Дата утверждения | Номер в ГГР |
| ---- | ------------------------------------------------------------------------------- | ---------------- | ----------- |
|      | Флаг Клементейкинского сельского поселения Альметьевского муниципального района | 1 декабря 2015   | 10680       |
|      | Флаг Свияжского сельского поселения Зеленодольского муниципального района       | 16 октября 2009  | 5738        |
|      | Флаг Шереметьевского сельского поселения Нижнекамского муниципального района    | 16 июля 2007     | 3600        |

## Упразднённые флаги
| Флаг | Наименование                             | Дата утверждения | Дата отмены  |
| ---- | ---------------------------------------- | ---------------- | ------------ |
|      | Флаг Нурлатского муниципального района   | 10 декабря 2005  | 15 июля 2006 |
|      | Флаг Сармановского муниципального района | 2 марта 2006     | 21 июля 2006 |